# تريستان غارسيا
تريستان غارسيا (بالفرنسية: Tristan Garcia)‏ هو كاتب فرنسي، ولد في 5 أبريل 1981 في تولوز في فرنسا.

## وصلات خارجية
- تريستان غارسيا على موقع مونزينجر (الألمانية)